# Articoli tedeschi
Gli articoli tedeschi sono usati similmente a quelli italiani, con la differenza che si flettono secondo il caso dei corrispettivi nomi.

## Declinazione
Le forme flesse dipendono dal numero, dal caso e dal genere del nome corrispondente. Gli articoli tedeschi - così come gli aggettivi e i pronomi - hanno le stesse forme plurali per tutti e tre i generi.

### Articoli indeterminativi
Questo articolo, ein, è usato in maniera equivalente agli articoli indeterminativi italiani un/uno/una/un'. Come in italiano (e al contrario dello spagnolo), non ha una forma diretta per un plurale; in questa situazione, viene usata un'ampia gamma di alternative, come einige (alcuni; numerosi) o manche (alcuni).
|                 | Maschile | Femminile | Neutro |
| --------------- | -------- | --------- | ------ |
| Caso nominativo | ein      | eine      | ein    |
| Caso genitivo   | eines    | einer     | eines  |
| Caso dativo     | einem    | einer     | einem  |
| Caso accusativo | einen    | eine      | ein    |

Gli stessi suffissi sono usati per la parola corrispondente all'articolo indeterminativo negativo (kein-), e per i pronomi possessivi aggettivali (ossia: aggettivi possessivi, determinanti possessivi), mein- (mio), dein- (tuo), sein- (suo di lui), ihr- (suo di lei; loro), unser- (nostro), euer/eur- (vostro), Ihr- (suo, forma di cortesia, sempre maiuscolo).

### Articoli determinativi

Declinazione degli articoli determinativi

La tabella mostra i suffissi per gli articoli determinativi, equivalenti a quelli italiani il/lo/la/l'/i/gli/le.
|                 | Maschile | Femminile | Neutro | Plurale |
| --------------- | -------- | --------- | ------ | ------- |
| Caso nominativo | der      | die       | das    | die     |
| Caso genitivo   | des      | der       | des    | der     |
| Caso dativo     | dem      | der       | dem    | den     |
| Caso accusativo | den      | die       | das    | die     |

I pronomi dimostrativi (dies-, jen-) (questo, quello) e il pronome relativo (welch-) (quale, il quale, che) così come jed-, manch- e solch- (ogni, molti, tale) hanno suffissi simili:
|                 | Maschile | Femminile | Neutro | Plurale |
| --------------- | -------- | --------- | ------ | ------- |
| Caso nominativo | -er      | -e        | -es    | -e      |
| Caso genitivo   | -es      | -er       | -es    | -er     |
| Caso dativo     | -em      | -er       | -em    | -en     |
| Caso accusativo | -en      | -e        | -es    | -e      |

- Notare che questa tabella è essenzialmente identica a quella degli articoli indeterminativi, ma con il nominativo maschile -er, e con il nominativo neutro e accusativo -es.

## Pronomi "possessivi simili agli articoli"
In alcune circostanze (per esempio in una proposizione relativa) i pronomi regolari possessivi sono sostituiti dalle forme genitive di altri pronomi. Gli equivalenti italiani potrebbero essere, "Il re, il cui esercito era stato sconfitto da Napoleone..." o "L'Himalaya, le parti più alte della quale non erano ancora state misurate...". Questi pronomi seguono il numero e il genere del possessore. Al contrario di altri pronomi non hanno alcun valore rafforzativo. Qualunque aggettivo che li segue nella frase ha suffissi forti.
Possessivi definiti [del/dello/dell'/della/dei/degli/dei] (mista) -- per esempio il genitivo del pronome dimostrativo der:
- Maschile e neutro: dessen
- Femminile e plurale: deren

Possessivi interrogativi [di cosa] (mista) -- per esempio il genitivo del pronome interrogativo wer:
- Maschile/Neutro/Femminile/Plurale: wessen

NON: Die Soldaten dessen Armee (Corretto: Die Soldaten dieser Armee)

## Caso genitivo e dativo
Gli articoli e i pronomi tedeschi nei casi genitivo e dativo indicano direttamente le azioni di possesso e distribuzione senza aver bisogno di parole aggiuntive (infatti, questa è la loro funzione), cosa che può rendere confuse alcune frasi tedesche a coloro che stanno imparando la lingua. Il genere collima con il genere del ricevitore (non con il genere dell'oggetto) per il caso dativo, e il genere del possessore per il genitivo.
- Dativo: Ich gebe dem Mann die Karten - Do le carte all'uomo.
- Genitivo: Die Entwicklung unseres Dorfes - La crescita del nostro villaggio.

Per ulteriori dettagli sull'uso dei casi tedeschi, vedi Grammatica tedesca. 